# 杨良化
杨良化（？—2022年12月15日），中華人民共和國記者，原《人民日报》记者、《人民日报海外版》主编。

## 生平
杨良化曾历任《人民日报》记者、《人民日报 海外版》主编、《新闻战线》总编辑。在2019冠状病毒病中国大陆疫情期间，杨是放开政策的支持者，反对封控，曾发表长文《封控不如死》，2022年12月，感染2019冠狀病毒病，同年12月15日逝世，终年74岁。